# جوانان امروزی
جوانان امروزی فیلمی به کارگردانی  و نویسندگی عبدالعلی منجم ساختهٔ سال ۱۳۳۸ است.

## بازیگران
- هوشنگ سارنگ
- حکیمی
- فریبا
- علی اصغر برنجی
- زرین قاسمی
- داریوش پرتوی
- محمود ایثاری
- اسماعیل قلعه ای
- رزین قاسمی